# Janusz Gniatkowski / Regina Bielska
Janusz Gniatkowski / Regina Bielska – split minialbum (EP) nagrany przez polskich piosenkarzy: Janusza Gniatkowskiego, któremu towarzyszył Zespół Taneczny Jerzego Haralda i Reginę Bielską wraz z Zespołem Jazzowym Charlesa Boverego.
Płyta, tzw. czwórka – odtwarzana z prędkością 45 obr./min, wydana została przez Polskie Nagrania „Muza” z numerem katalogowym N 0071 (numery dodatkowe na naklejkach – odpowiednio strona, a i b: A-141 i A-142).

## Muzycy
Strona A
- Janusz Gniatkowski – śpiew
- Zespół Taneczny Jerzego Haralda

Strona B
- Regina Bielska – śpiew
- Zespół Jazzowy Charles Bovery

## Lista utworów
Strona A
| 1. | „Gelsomina” (muz. Nino Rota, sł. Zbigniew Biegański)                      |  |
|    |                                                                           |  |
| 2. | „W kalendarzu jest taki dzień” (muz. Adam Wiernik, sł. Ludwik Jerzy Kern) |  |
|    |                                                                           |  |
Strona B
| 3. | „Nie wiem co to znaczy” (muz. Henryk Jabłoński, sł. Mirosław Łebkowski) |  |
|    |                                                                         |  |
| 4. | „Czarownica” (muz. Derwid, sł. Tadeusz Urgacz)                          |  |
|    |                                                                         |  |